# Mirinda Carfrae
Mirinda Carfrae, surnommée « Rinny », est une triathlète professionnelle australienne née le 26 mars 1981 à Brisbane, triple championne du monde d'Ironman. Elle est également championne du monde d'Ironman 70.3 en 2007.

## Biographie
Mirinda Carfrae participe à son premier triathlon en 2000, à l'âge de 19 ans. Elle représente l'Australie au niveau junior, moins de 23 ans, et gagne la médaille d'argent du Championnat du monde de la Fédération internationale de triathlon en 2003. Un an plus tard, elle remporte la médaille d'argent du triathlon de Salford support de la coupe du monde de triathlon. Elle est boursière de l'Institut de Sport Australien.
Elle s'essaie aux longues distances en compétition pour la première fois à l'Ironman 70.3 de septembre 2002 au lac Tinaroo où elle termine à la seconde place derrière Rebekah Keat. Elle déclare à propos de cette course : « je me souviens juste d'avoir été plus à l'aise sur une longue distance, et à partir de là, j'ai su que je courrai l'Ironman un jour ».
En 2004, Miranda Carfrae remporte son premier succès international en remportant la dernière édition du triathlon international de Nice. Elle obtient sa première médaille aux Championnats du monde de triathlon longue distance en 2005, où elle termine deuxième en 6 h 27 min 11 s. En 2007, elle remporte l'Ironman 70.3 avec un temps record de 4 h 7 min 25 s. Un titre qui lui permet de participer aux championnats du monde d'Ironman à Kona. Elle préfère cependant attendre 2009 pour y prendre part et elle termine deuxième derrière Chrissie Wellington. Elle bat cependant durant cette course le record du monde de marathon de cette dernière avec un temps de 2 h 56 min 51 s.  Elle battra ce temps trois fois, en 2010 en 2 h 53 min 32 s, en 2011 en 2 h 52 min 9 s et en 2013 en 2 h 50 min 38 s. Seuls deux hommes ont enregistré un temps plus rapide sur l'édition 2013. Elle remporte pour la deuxième fois le championnat du monde d'Ironman cette même année et établit le record féminin  de l'épreuve en 8 h 52 min 14 s. En 2014, elle établit un nouveau record de l'épreuve sur le marathon (2 h 50 min 26 s) et conserve son titre  devant la Suissesse Daniela Ryf, restée longtemps en tête durant l'épreuve.
Elle monte sur le podium des sept championnats du monde d'Ironman auxquels elle participe et gagne trois  médailles d'or en 2010, 2013 et 2014, trois médailles d'argent en 2009, 2011 et 2016 et une médaille de bronze en 2012 derrière Leanda Cave et Caroline Steffen

## Palmarès
Le tableau présente les résultats les plus significatifs (podium) obtenus sur le circuit international de triathlon depuis 2004.
| Année | Compétition                                  | Pays             | Position           | Temps           |
| ----- | -------------------------------------------- | ---------------- | ------------------ | --------------- |
| 2016  | Ironman - Championnat du monde à Kailua-Kona | États-Unis       | Médaille d'argent  | 9 h 10 min 30 s |
| 2016  | Ironman Autriche                             | Autriche         | Médaille d'or      | 8 h 41 min 17 s |
| 2014  | Ironman - Championnat du monde à Kailua-Kona | États-Unis       | Médaille d'or      | 9 h 0 min 55 s  |
| 2014  | Challenge Roth                               | Allemagne        | Médaille d'or      | 8 h 38 min 53 s |
| 2013  | Ironman - Championnat du monde à Kailua-Kona | États-Unis       | Médaille d'or      | 8 h 52 min 14 s |
| 2012  | Ironman - Championnat du monde à Kailua-Kona | États-Unis       | Médaille de bronze | 9 h 21 min 41 s |
| 2012  | Ironman Floride                              | États-Unis       | Médaille d'argent  | 9 h 5 min 3 s   |
| 2012  | Ironman Melbourne                            | Australie        | Médaille de bronze | 9 h 4 min 0 s   |
| 2011  | Ironman - Championnat du monde à Kailua-Kona | États-Unis       | Médaille d'argent  | 8 h 57 min 57 s |
| 2011  | Ironman Nouvelle-Zélande                     | Nouvelle-Zélande | Médaille d'argent  | 9 h 31 min 33 s |
| 2010  | Ironman - Championnat du monde à Kailua-Kona | États-Unis       | Médaille d'or      | 8 h 58 min 36 s |
| 2009  | Ironman - Championnat du monde à Kailua-Kona | États-Unis       | Médaille d'argent  | 9 h 13 min 59 s |
| 2007  | Championnat du monde Ironman 70.3            | États-Unis       | Médaille d'or      | 4 h 7 min 25 s  |
| 2007  | Ironman 70.3 Singapour                       | Singapour        | Médaille d'argent  | 4 h 17 min 17 s |
| 2006  | Championnat du monde Ironman 70.3            | États-Unis       | Médaille de bronze | 4 h 16 min 44 s |
| 2005  | Championnat du monde longue distance         | Danemark         | Médaille d'argent  | 6 h 27 min 10 s |
| 2004  | Triathlon international de Nice              | France           | Médaille d'or      | 7 h 15 min 7 s  |

| Année | Nombres | Étapes                               |
| ----- | ------- | ------------------------------------ |
| 2019  | 3       | Victoria, Monts-Tremblant, Los Cabos |
| 2018  | 1       | Augusta                              |
| 2016  | 1       | Timberman                            |
| 2013  | 1       | Muskoka                              |
| 2012  | 1       | Lake Stevens                         |
| 2011  | 1       | Californie, Eagleman                 |
| 2011  | 2       | Californie, Eagleman                 |
| 2010  | 3       | Californie, Calgary, Muskoka         |
| 2009  | 3       | Californie, Calgary, Muskoka         |
| 2008  | 1       | Geelong                              |
| 2006  | 2       | Baja, St. Croix                      |
| Total | 19      |                                      |